# Kaali (plaats)
Kaali (Duits: Sall) is een plaats in de Estlandse gemeente Saaremaa, provincie Saaremaa. De plaats heeft de status van dorp (Estisch: küla).
Tot in oktober 2017 behoorde Kaali tot de gemeente Pihtla. In die maand ging Pihtla op in de fusiegemeente Saaremaa.

## Bevolking
Het dorp had 35 inwoners op 31 december 2011 en 26 inwoners op 31 december 2021.

## Ligging
De meteorietkraters van Kaali liggen in de buurt van de plaats. Bij de kraters staat een bezoekerscentrum, tegelijk museum en hotel. Bij de kraters zijn ook resten van een prehistorische nederzetting gevonden met keramiek uit de 8e t/m de 6e eeuw v.Chr. en een grafveld.

## Geschiedenis
Het landgoed Kaali werd gesticht in de 16e eeuw. De naam is waarschijnlijk afgeleid van de familie Gahlen, tussen 1528 en 1727 de eigenaren van het landgoed. Daarna veranderde het landgoed een aantal malen van eigenaar. De laatste eigenaar voor de onteigening door het onafhankelijk geworden Estland in 1919 was Konrad von Moeller.
Het landhuis van het landgoed was gebouwd op het eind van de 18e eeuw en ingrijpend gewijzigd in de jaren zestig van de 19e eeuw. De meteorietkraters en het museum liggen in het voormalige park van het landhuis. Na 1919 werd het landhuis een school. In 1936 vond een verbouwing plaats waarbij het aanzicht van het vroegere landhuis grotendeels verloren ging.
Een nederzetting op het terrein van het vroegere landgoed ontstond pas in de jaren twintig van de 20e eeuw. In 1977 kreeg ze de status van dorp.
De buurdorpen Kaali-Liiva en Salavere maakten tussen 1977 en 1997 deel uit van Kaali.

## Foto's

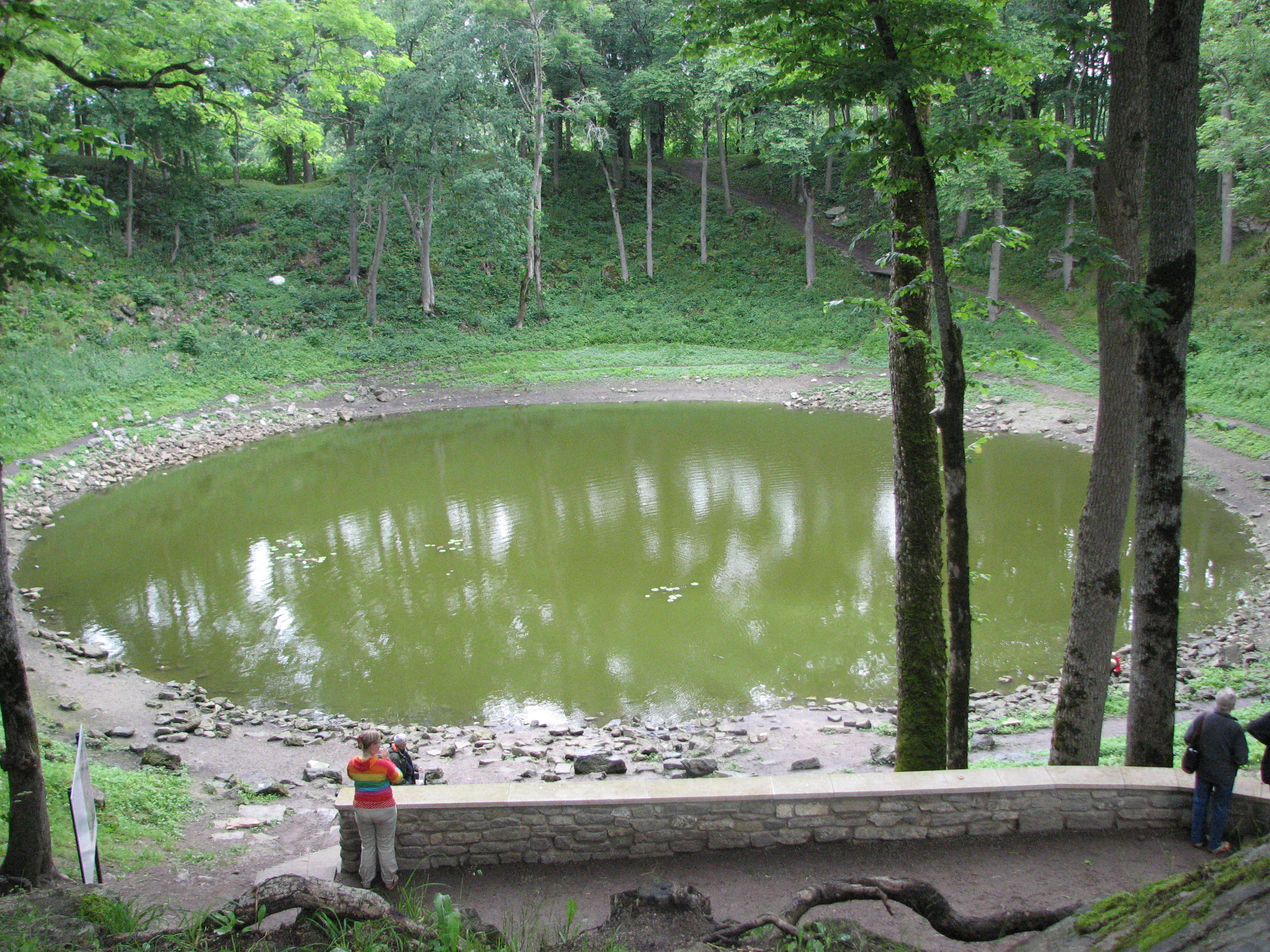
Meteorietkrater
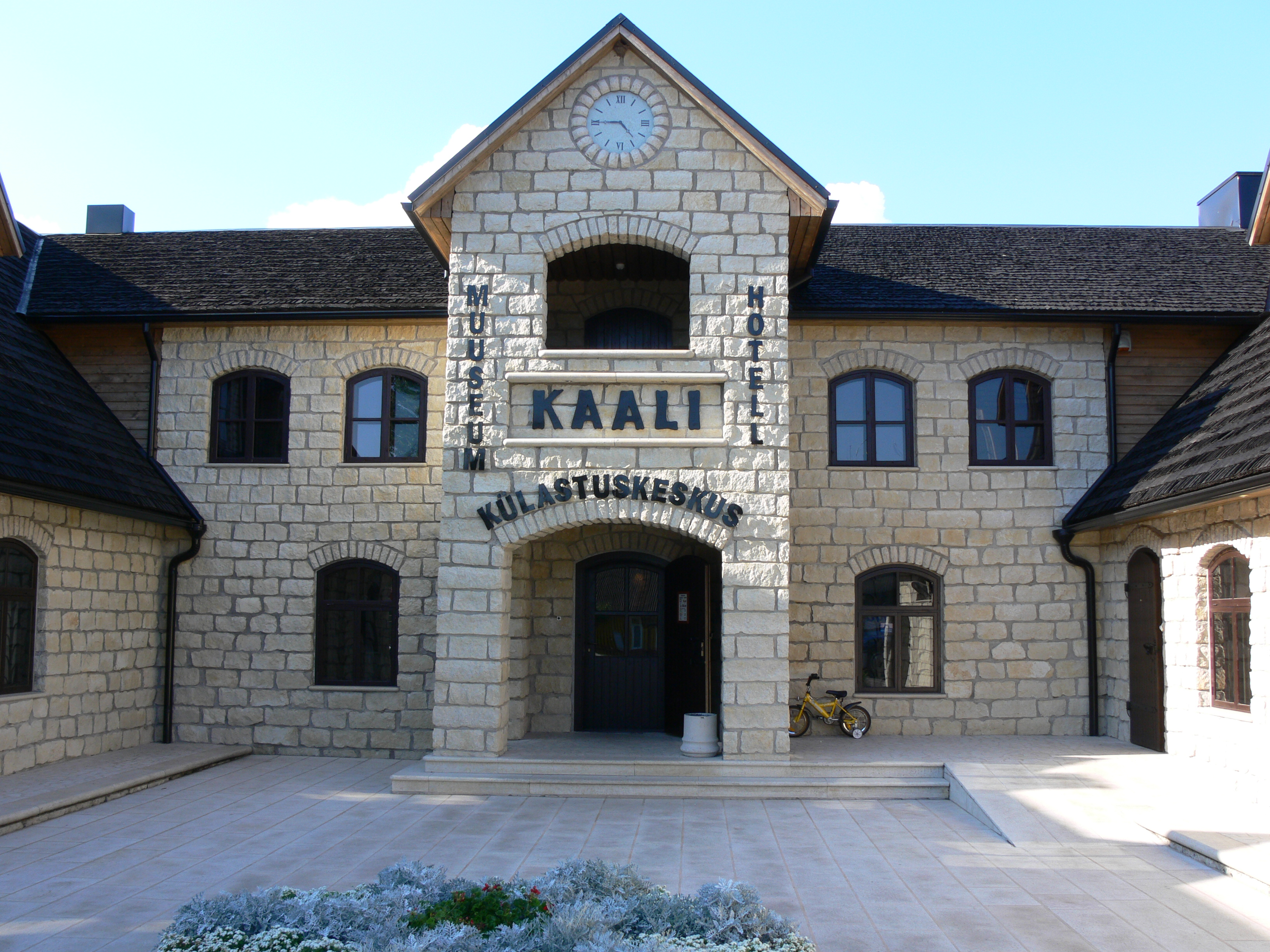
Bezoekerscentrum, museum en hotel
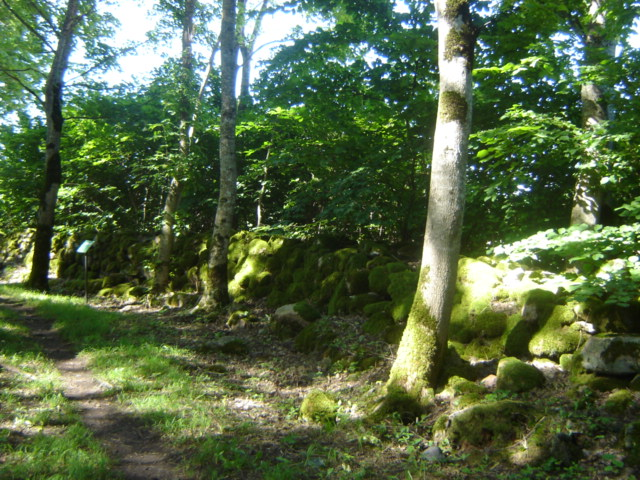
Resten van een prehistorische nederzetting
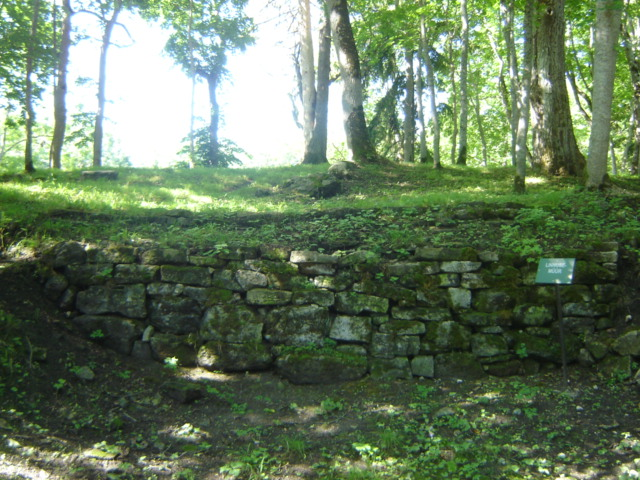
Resten van de muur om de nederzetting
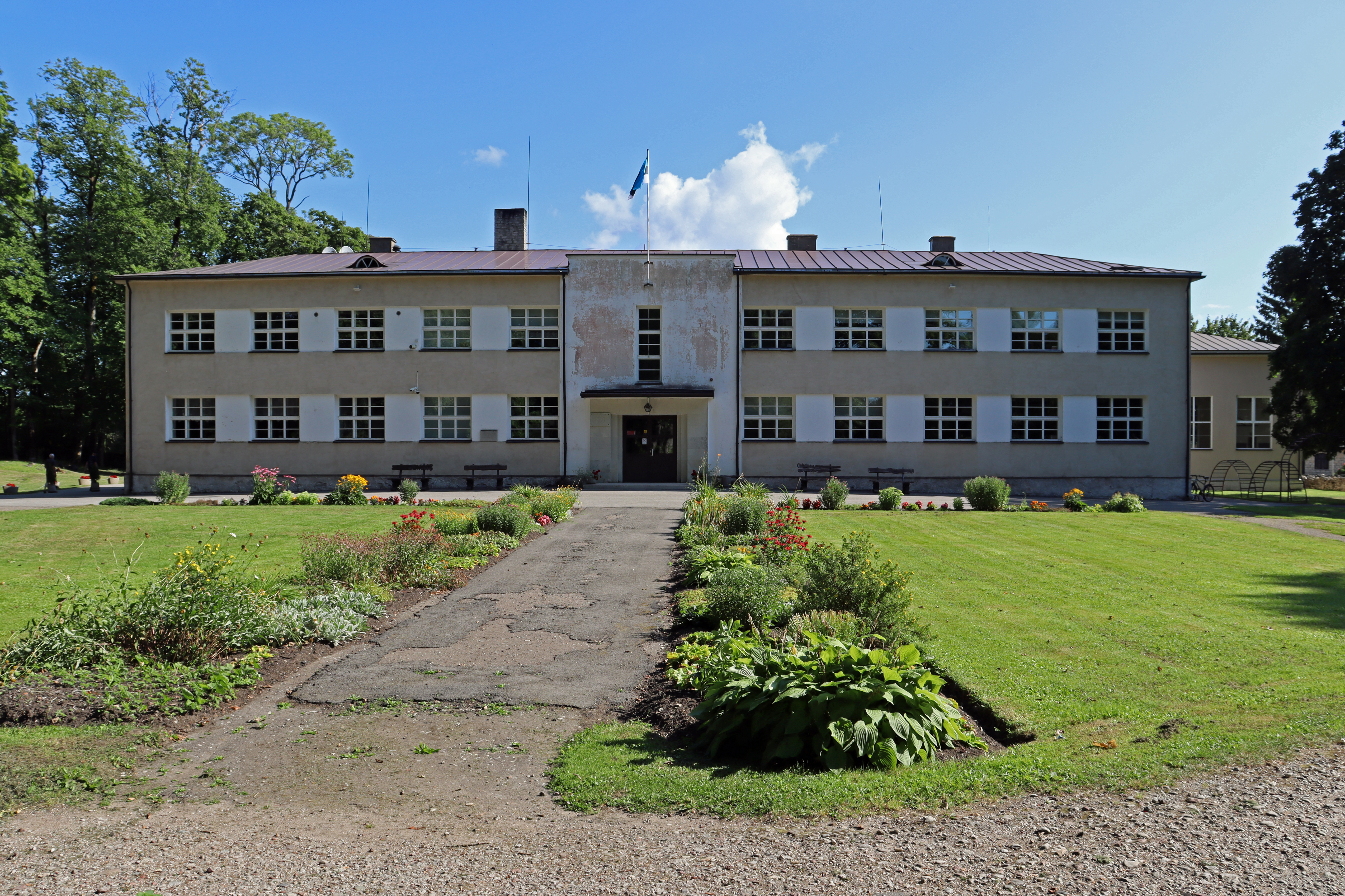
Schoolgebouw